# Spiochaetopterus okinawaensis
Spiochaetopterus okinawaensis är en ringmaskart som beskrevs av Nishi och Bhaud 2000. Spiochaetopterus okinawaensis ingår i släktet Spiochaetopterus och familjen Chaetopteridae. Inga underarter finns listade i Catalogue of Life.